# Даниелла Мунстар
Даниелла Мунстар (англ. Danielle Moonstar) — супергероиня из вселенной комиксов Marvel Comics, известная под именами Душа (англ. Psyche) и Мираж (англ. Mirage).

## История создания
Созданная писателем Крисом Клармонтом и художником Бобом МакЛеодом, Даниелла Мунстар впервые появилась в комиксе Marvel Graphic Novel #4: The New Mutants (1982). Она регулярно появлялась в New Mutants Vol. 1 (1983), New Mutants Vol. 2 (2003), New Mutants Vol. 3 (2009), так же была частью первого запуска X-Force Vol. 1 (1991).

## Вымышленная биография
Даниелль Мунстар принадлежит к американскому племени индейцев шайеннов. Её способности мутанта проявились в период половой зрелости и доставили ей много неприятностей, ведь девушка не могла их контролировать и создавала трехмерные изображения в самые неподходящие моменты. Так однажды она воплотила свой страх — смерть родителей — в голограмму, что нанесло ей тяжелую эмоциональную травму. Несколько позже после этого случая её родители не вернулись из поездки в горы, и Мунстар думала, что их растерзал медведь. На самом же деле Пеги и Уильям Лонестар были преобразованы некой демонической силой в этого самого медведя… После исчезновения родителей Дани стала жить у их друзей, семейства Робертс (Roberts). Однажды во время воскресного обеда с ними Пат (Pat) — сын мистера и миссис Робертс — сказал что-то, что несознательно спровоцировало Мунстар воплотить в голограмму самый большой страх Пата. После этого инцидента Дани сбежала от гостеприимного семейства и перебралась к своему деду-индейцу Чёрному Орлу, с которым провела несколько последующих лет. В конце концов Чёрный Орел, желая помочь внучке, написал другу своего сына Чарльзу Ксавьеру, который мог помочь Даниелль справиться со своими способностями. Получив утвердительный ответ, Чёрный Орел уговорил Мунстар поехать вместе с Чарльзом в его Школу для Одаренной Молодежи. Однако прежде чем Ксавьер прибыл, агенты Дональда Пиерса (Donald Pierce), члена Внутреннего Круга Клуба Адского пламени, убили Чёрного Орла. Мунстар была также в огромной опасности, однако её спасла мутантка Карма (Karma), приехавшая вместе с Ксавьером. Даниелль согласилась отправиться вместе с Чарльзом и поклялась отомстить Пиерсу за смерть деда. Позже девушка стала членом команды подростков-мутантов «Новые Мутанты», основателем которой явился сам Ксавьер. Мунстар оценила преданность товарищей и стала отвечать им взаимностью. Со временем под руководством Чарльза она научилась управлять своими способностями и стала лидером «Новых Мутантов». Первоначально взяв себе псевдоним Душа, девушка впоследствии сменила его на Мираж… После смерти Чёрного Орла медведь, в которого были перевоплощены родители Дани, напал на Особняк и устроил бойню, в ходе которой Мираж чуть не распрощалась с жизнью. Однако Маджик (Magik), использовавшая свой Меч душ (Soulsword), смогла освободить Лонестаров и помогла им принять человеческий облик. Вскоре оправившуюся после тяжелого сражения Даниелль вместе с другими членами «Новых Мутантов» похитила Чаровница и перенесла на Асгард. Там Мираж спасла от охотников летающую лошадь Яркий ветер (Brightwind) и присоединилась к отряду воинственных Валькирий, сопровождавших умерших асгардианцев в Валхаллу. Когда «Новым Мутантам» удалось вернуться на Землю, Яркий ветер последовал за Дани. Во время отсутствия Чарльза Ксавьера, Магнето (Magneto), под влиянием Эмпата (Empath), закрыл Школу для Одаренной Молодежи и велел «Новым Мутантам» идти к наставнице команды «Хеллионс» (the Hellions) Эмме Фрост. Не желая делать этого, Мунстар отправилась к своим родителям, где вновь встретилась с Патом Робертсом. Во время снежной бури он был тяжело ранен и чуть не умер. Однако Мираж смогла «победить» Смерть и спасти друга. На следующий день Смерть явилась Дани в виде индийской старой женщины и убедила её прекратить попытки сохранить жизнь Пату… После этого Мираж помогла «Новым Мутантам» освободиться от Фрост и вместе с ними вернулась в Школу Ксавьера. Когда Хела пыталась завоевать Асгард, Дани была инфицирована её мистической лихорадкой, из-за которой девушка чуть не убила правителя Асгарда Одина. После того как «Новые Мутанты», соединившие свои силы с асгардианцами, дали отпор Хеле, они вернулись на Землю. Мунстар же осталась на Асгарде, чтобы восстановить свои душевные силы. В конечном итоге она была сослана обратно на родину. После этого она приняла предложение организации Щ.И.Т., чтобы внедриться в преступную организацию Ф. О. М. (Фронт Освобождения Мутантов/Mutant Liberation Front) и уничтожить её изнутри. Как агенту этой организации Мираж приходилось бороться с «Икс-Силой» (X-Force), к которой она впоследствии присоединилась. После столкновения с Основой Дамоклес (the Damocles Foundation) Дани объединила свои силы с Аркадией (Arcadia) и приобрела способность видеть и изменять квантовую энергию. Однако это привело к тому, что Аркадия превратилась в злодейку из своих детских фантазий — в Королеву Звездных Мечей (Queen of the Star Swords). Обретя новые способности, она размножила Мунстар, чтобы эти клоны служили ей. В конечном итоге Даниелль вместе с «Икс-Силой» смогла восстановить истинную форму Аркадии. После этого Мунстар стала запасным членом «Людей Икс» и занялась своим высшим образованием.

## Силы и способности
Дани Мунстар может создавать трехмерные изображения, считанные либо из сознания другого человека, либо свои собственные. При этом девушку нельзя зачислить в одни ряды с телепатами, потому что она способна только чувствовать мысленные образы людей и видеть их лишь тогда, когда создаст псионическую голограмму. При этом реальными они будут казаться только тем, из чьего сознания они «рождены», другие же люди будут воспринимать эти трехмерные изображения как иллюзию. Мунстар может создавать мысленные образы сразу нескольких «жертв», видимых ею на расстоянии, ибо девушка не способна считать образы с сознания людей, находящихся вне поля её зрения. Ещё одна способность Дани — телепатическая связь с животными или с людьми, принявших облик животных (например, с Вулфсбэйн). Когда Мунстар была одной из Валькирий, сопровождавших души мертвых асгардцев, она могла чувствовать ауру смерти.
После Дня М полностью потеряла свои способности.

## Вне комиксов

### Мультсериалы
- Даниелла Мунстар появилась в серии «Призрачная надежда» мультсериала «Люди Икс: Эволюция», где её озвучила Табита Сен-Жермен. Даниелла была похоронена заживо в пещере в течение нескольких лет. С помощью своих способностей она создала свой образ во сне у Китти Прайд, попавшей рядом с этим местом в аварию на квадроцикле, после чего некоторое время находилась без сознания. Проснувшись и поняв, что Даниелла действительно существует и находится в беде, Китти спасла её с помощью своей способности проходить сквозь предметы.

### Кино
- Мунстар появилась в фильме «Новые Мутанты», основанном на одноимённой серии комиксов. Роль этого персонажа исполнила Блю Хант.